# Kurmademys
Kurmademys is een geslacht van uitgestorven pleurodire schildpadden dat leefde tijdens het Laat-Krijt in India. 
Het werd in 2001 benoemd door Eugene S. Gaffney, Sankar Chatterjee en Dhiraj K. Rudra. De typesoort is Kurmademys kallamedensis. De geslachtsnaam verbindt het Sanskriet kurma, 'schildpad', een verwijzing naar een incarnatie van de god Visjnoe, met het Grieks emys, 'zoetwaterschildpad'. De soortaanduiding is afgeleid van de Kallameduformatie in Zuid-India, waar het holotype ISI R152 van het geslacht werd ontdekt, een schedel gevonden bij het dorp Kallamedu in een laag uit het Maastrichtien. 
Kurmademys werd geplaatst in de familie Bothremydidae.